# اتحادیه جهانی پنج‌گانه مدرن
اتحادیه جهانی پنج‌گانه مدرن ([Union Internationale de Pentathlon Moderne] Error: {{Lang}}: متن دارای نشانه‌گذاری ایتالیک است (راهنما)) نهاد اداره‌کننده مسابقات پنج‌گانه مدرن در سطح جهان است.
این سازمان در سال ۱۹۱۳ تأسیس شده و مقر آن موناکو است.